# Microcosmos : Le Peuple de l'herbe
Microcosmos : Le Peuple de l'herbe és una pel·lícula francesa de 1996 dedicada a les criatures petites (sobretot els insectess, però no només). Es filma amb càmeres macro creades especialment per a l'ocasió. Microcosmos és considerat el documental més innovador fet sobre insectes, guardonat amb nombrosos Césars.

## Repartiment
Els "actors" de la pel·lícula, els insectes i altres animals de la terra i l'aigua, són, per ordre d'aparició a la pantalla:
- la marieta de set punts ;
- la papallona reina ;
- la eruga geomètrida ;
- l'abella buscant menjar a la flor de la sàlvia;
- l'eruga de la Gran cua bifurcada;
- Cargols de Borgonya;
- les erugues acabades de néixer de la Papallona de l'arboç;
- l'Aranya vespa;
- esl bombílids;
- les Erugues processionàries;
- les formigues vermelles;
- les formigues segadores;
- vespes Polistes;
- el Escaraba sagrat;
- el faisà;
- les aranyes d'aigua;
- els notonèctids;
- l'aranya Argyroneta;
- libèl·lules donzell de ferradura;
- l'abella Eucera enamorada de l'Orquídia Ophrys;
- la planta carnívora dròsera;
- l'escarabat rinoceront;
- la júlida ;
- els escanyapolls;
- erugues bucèfales;
- l'empusa;
- la papallona Gran paó de nit;
- el mosquit cosí completant la seva metamorfosi.

El narrador, la presència del qual es redueix a unes quantes frases introductòries en veu en off al començament de la pel·lícula, és Jacques Perrin per a la versió francesa (Kristin Scott Thomas per a la versió en anglès).

## Producció
Abans fins i tot de començar a rodar, calia inventar eines a mida per filmar els “personatges” de la pel·lícula, els insectess, ja que els actors es filmen en pel·lícules de ficció: poder acompanyar les seves accions amb tràvelings, moviments de grua i altres panoràmiques, per tal de donar-los la talla de protagonistes reals. Després de dos anys d'esforç, un "control de moviment" (robot que controla a distància tots els moviments de la càmera) va poder estar operatiu, gràcies a l'especialista en motor pas a pas Romano Prada. Es tracta d'una gran càmera de |35 mm guiada per la punta dels dits amb precisió a la dècima de mil·límetre i sense vibracions. Aquesta màquina de 300 quilos estava penjada del sostre de formigó de l'estudi de rodatge, construït especialment per a la pel·lícula en un petit poble de Causse Comtal, sobre un prat reconstituït. Més de tres quartes parts de la pel·lícula es van rodar en un estudi, però en un estudi situat a camp obert en un prat de l'Avairon. Gairebé totes les escenes de la pel·lícula són una barreja de plans exteriors per tot l'estudi i plans de control de moviment.
L'univers sonor de la pel·lícula és una barreja entre sons reals, capturats al camp amb micròfons especials, i sons creats pel dissenyador i muntador de so Laurent Quaglio, durant el muntatge de la pel·lícula. Els sorolls d'insectes més febles o més difícils de capturar es van registrar individualment en una cambra anecoica a l'INRA i després es van reelaborar. Després de debat amb els directors. Bruno Coulais, compositor de la música, va treballar en estreta consulta amb l'editor de so perquè, sovint, no sabem si els sons escoltats són deguts a instruments musicals o insectes.
Microcosmos va requerir dos anys d'escriptura del guió, dos anys de preparació, tres anys de rodatge i nou mesos d'edició i mescla.
Claude Nuridsany i Marie Pérennou, els directors de Microcosmos, van dirigir aleshores Genesis (estrenada el 2004), un "conte natural" en què un griot relata la creació del món, el naixement de l'univers, la formació de la Terra, l'aparició de la vida, l'aparició de l'aigua, la conquesta del "paradís terrestre". Després van filmar La Clé des champs (estrenada el 2011).

## Taquilla

### A França
A França, la pel·lícula va atreure 1,2 milions de persones als cinemes en tres setmanes. Va superar els 2 milions d'espectadors en la seva setena setmana de funcionament i va arribar als 2,6 milions d'entrades en l'onzena setmana. Durant tota la seva carrera a les sales, Microcosmos ha atret poc més de 3,37 milions d'entrades.

### Fora de França
Microcosmos va rebre una càlida benvinguda a Alemanya, a Suïssa, a Bèlgica, al Japó, a Corea del Sud i fins i tot als Estats Units. A Alemanya, la pel·lícula atrau una mica més de 600.000 persones. Als Estats Units, la pel·lícula va atreure aproximadament 357.000 entrades. Va aportar 35.189 dòlars durant el seu primer cap de setmana de funcionament i va acumular 1.573.842 dòlars en ingressos totals.
La pel·lícula ha acumulat aproximadament 6,3 milions d'entrades a tot el món i va obtenir uns ingressos d'aproximadament 27.425.790 dòlars.

## Distincions

### Premis
- 49è Festival Internacional de Cinema de Canes: Gran Premi Tècnic de la Comissió Tècnica Superior d'Imatge i So per a Claude Nuridsany i Marie Pérennou (la pel·lícula es presenta fora de competició)[8]
- Césars 1997:[9]
  - César al millor muntatge per a Marie-Josèphe Yoyotte i Florence Ricard
  - César a la millor música original per a Bruno Coulais
  - César a la millor fotografia per a Claude Nuridsany i Marie Pérennou
  - César al millor so per a Philippe Barbeau, Bernard Leroux i Laurent Quaglio
  - César al millor productor per Jacques Perrin

- Festival de Cinema de Gant 1996: Premi Georges Delerue per Bruno Coulais
- Festival Internacional de Cinema de Locarno 1996: Premi del Públic UBS
- Premis Society of Texas Film Critics Awards 1997: Millor documental

- En el llançament del projecte, la pel·lícula es va beneficiar del premi especial Ajuda a la Creació de l'any 1992 de la Fundació Gan per al Cinema.

### Nominacions
- Premis de la Crítica Cinematogràfica 1997: nominat al millor documental
- Césars 1997:
  - Nominada al César a la millor primera pel·lícula
  - Nominada al César a la millor pel·lícula

## Edició de vídeo
El juliol de 1997, la pel·lícula va ser estrenada en DVD per éditions Montparnasse. Això constitueix amb Les Enfants de Lumière la primera comercialització a Europa d'una pel·lícula en DVD. La pel·lícula també s'estrena en Blu-Ray per Pathé i en casset de vídeo VHS.